# Ojo de los cefalópodos

Diagrama comparativo del ojo de los vertebrados (izquierda), y el ojo de los cefalópodos (derecha). 1 es la retina y 2 las fibras nerviosas. 3 es el nervio óptico. 4 es el punto ciego de los vertebrados.

El ojo de los cefalópodos es un órgano análogo al ojo de los vertebrados. Se forma a partir de pliegues en la piel del embrión, al contrario que los ojos de los vertebrados, formados a partir del diencéfalo. Su estructura es similar. Posee cristalino, esclerótica, retina y humor acuoso. El nervio óptico es prácticamente inexistente ya que el ojo está separado tan solo por unos milímetros del lóbulo óptico del cerebro. Por tanto, toda la información se procesa directamente en el cerebro.
El ojo de los cefalópodos carece de punto ciego, ya que los ganglios y nervios se sitúan por detrás de la retina y no tapan esa porción. El cristalino es rígido, de modo que para enfocar se mueve hacia delante y hacia atrás por medio de un paquete muscular. Por tanto, a mayor edad del organismo, mayor superficie ocular y mayor capacidad de movimiento del cristalino que se traduce en una mayor capacidad de enfoque.
Los rabdómeros son unas membranas especializadas de las células fotosensibles de los cefalópodos. Son de forma tubular, orientadas hacia el origen de la fuente de luz, lo que se conoce como visión directa y le da cierto aspecto de cepillo al ojo. Los rabdómeros no crecen a lo largo de la vida del animal, pero sí que aumentan su número proporcionando agudeza visual extra con la edad.
Varios tipos de cefalópodos, sobre todo calamares y pulpos, y potencialmente sepias, tienen ojos que pueden distinguir la orientación de la luz polarizada. Esta sensibilidad se debe a la organización ortogonal de los fotorreceptores vecinos. (Los cefalópodos tienen células receptoras llamadas rabdómeros similares a las de otros moluscos). Por el contrario, el ojo de los vertebrados normalmente es insensible a las diferencias de polarización.